# 斉藤立
斉藤 立（さいとう たつる、2002年3月8日 - ）は、大阪府出身の日本の柔道家。階級は100kg超級。身長191cm。体重170kg。血液型はO型。組み手は左組み。得意技は大外刈、体落。父親はオリンピックの95kg超級で2連覇を達成した斉藤仁。

## 来歴

### 中学まで
父親の影響で、5歳の時に振武館柔道場で柔道を始めた。小学校5年の時には全国小学生学年別柔道大会の45kg超級に出場するが、3回戦で福岡県代表の森健心に判定で敗れた。6年の時には全国少年柔道大会の個人戦で6試合オール一本勝ちして優勝を飾った。上宮中学へ進むと、2年の時には全国中学校柔道大会大阪予選の90kg超級決勝で生野中学3年の千野根有我に敗れて出場できなかった。3年の時には全国中学校柔道大会で準決勝まで全て一本勝ちすると、決勝では大蔵中学3年の福永夏生をGSに入ってから指導3で破って優勝した。なお、上宮中学1年の冬に父親を亡くしている。

### 高校時代
父親と同じく上京して国士舘高校へ進むと、1年の時には全日本カデの決勝で桐蔭学園高校2年の千野根を横四方固で破って優勝した。金鷲旗では6回戦で敗れた。インターハイの団体戦では準決勝で桐蔭学園高校と対戦すると、相手エースの関根聖隆と引き分けるがチームは敗れて3位だった。全日本ジュニアでは準決勝で東海大学3年の香川大吾に技ありで敗れるも3位になった。11月には高校1年ながらシニアの全国大会である講道館杯に初出場すると、初戦は勝利するも2回戦で日本製鉄の上田轄麻に合技で敗れた。全国高校選手権の個人戦には出場しなかったが、団体戦では決勝の天理高校戦で3人抜きした副将である相手エースの中野寛太を体落で破ると、大将も内股で破ってチームの優勝に貢献した。この試合を観戦していた全日本柔道連盟会長の山下泰裕は「今まで見てきた重量級選手で可能性は最高」、強化委員長の金野潤も「父親譲りで体が強くて柔らかい。将来の日本のエース」とそれぞれコメントした。
2年の時にはロシアジュニア国際をオール一本勝ちして初の国際大会を勝利で飾った。この際に、「周りからも『東京五輪は無理じゃないか』と言われるけど、それを覆したい」と、オリンピック代表への意欲を見せた。金鷲旗では決勝の天理高校戦で、中野との大将同士による対戦において大外落で一本勝ちを収めてチームの優勝に貢献した。インターハイの団体戦では決勝の天理高校戦で中野との代表戦になるも、支釣込足で技ありを取られてチームは2位に終わった。個人戦では3回戦で中野を体落でリベンジして、6試合をオール一本勝ちして優勝した。全日本ジュニアでは決勝で中野を技ありで破って優勝した。世界ジュニアでは初戦でモンゴルの選手に反則勝ちするも、2回戦でヨーロッパジュニアチャンピオンであるジョージアのゲラ・ザアリシビリに開始早々の小外掛で敗れた。これにより、男子代表10人のうち1人だけメダルを獲得できなかった。世界ジュニア団体戦では準決勝のジョージア戦でザアリシビリに再び小外掛で敗れて完敗した。決勝のブラジル戦は準決勝で負傷したために出場できなかったが、チームは優勝を飾った。試合後には、「腰をけがして20日間くらい練習できず、ぶっつけ本番だった。なめていた気持ちをたたきつぶされた」とコメントした。11月の講道館杯では初戦で昨年に続いて上田と対戦するも、GSに入ってから反則負けを喫した。2019年3月の全日本選手権東京予選ではオール一本勝ちしてベスト8に入り(その後棄権)、2014年に当時崇徳高校2年の香川大吾が記録した17歳2か月20日を上回る史上最年少の17歳52日で本選出場を決めた。続く全国高校選手権の個人戦には出場しなかったが、団体戦では決勝で大牟田高校と対戦すると、今大会初の出番となった大将戦において内股で一本勝ちしてチームを優勝へ導き、最優秀選手に選ばれた。
3年の時には4月の全日本選手権に初出場を果たした。最初の2戦を一本勝ちするも、3回戦で高校の先輩でもある千葉県警の加藤博剛に小内巻込で有効を取られると、さらに後袈裟固で抑え込まれて敗れた。試合後、加藤に「先輩はつえーぞ」と声をかけられると、斉藤は悔しさのあまり「チクショー」と叫んだ。初めてのシニア国際大会出場となった6月の東アジア選手権では、決勝で地元韓国の選手に反則負けを喫して2位だった。7月の金鷲旗では決勝の大牟田高校戦において大将で登場すると、相手大将の森健心に反則勝ちしてチームを2連覇へ導いた。8月のインターハイ団体戦では決勝の大牟田高校戦で1－2となった場面で大将で登場すると足車で一本勝ちして2－2にすると、代表戦では今大会の100kg級チャンピオンである森健心を大外刈で破ってチームを優勝へ導いた。これにより、高校団体3冠(高校選手権、金鷲旗、インターハイ)を達成することになった。個人戦では決勝で作陽高校3年の高橋翼にGSに入ってから反則勝ちするなどオール一本勝ちして2連覇を達成した。11月の講道館杯では準々決勝で東海大学4年の太田彪雅に内股すかしで敗れると、敗者復活戦ではかつて父仁のライバルであった小川直也の息子であるパーク24の小川雄勢との二世対決となり、この試合を圧倒的に攻め込んで反則勝ちを収めた。しかしながら、3位決定戦では日本製鉄の佐藤和哉に出足払の技ありで敗れて5位にとどまった。2020年3月の全日本選手権東京予選は腰椎椎間板ヘルニアのため出場しなかった。4月の全日本選抜体重別選手権もそのため辞退することになった。

### 大学時代
2020年4月には国士館大学へ進学した。2年の時には体重別の準決勝で小川にGS含めて10分に及ぶ戦いの末に支釣込足で敗れて3位だった。グランドスラム・バクーでは準々決勝で元世界2位である地元アゼルバイジャンのウシャンギ・コカウリを内股で破るなどして決勝まで進むと、タジキスタンのテムール・ラヒモフを支釣込足で破りオール一本勝ちして、IJFワールド柔道ツアー初優勝を飾った。12月の体重別団体では3回戦の筑波大学戦で関根聖隆に小内巻込の技ありで敗れた。その後は出番はなかったものの、チームは勝ち上がって3位になった。この際に左膝関節内側側副靱帯を損傷して、全日本選手権の出場を見合わせることになった。2022年3月の東京選手権では決勝で東海大学4年の松村颯祐を足車で破って優勝した。
3年の時には4月の体重別初戦で世界チャンピオンであるJRAの影浦心を合技で破ったが、準決勝で全日本チャンピオンの旭化成の太田彪雅と対戦すると、13分半にも及ぶ戦いの末に両者反則負けとなった。続く全日本選手権では準々決勝でJRAの一色勇輝を合技、準決勝ではリオデジャネイロオリンピック銀メダリストの長府工産の原沢久喜に反則勝ちするなどオール一本勝ちして決勝まで進むと、決勝では14分にも及ぶ戦いの末に影浦を足車の技ありで破り石井慧、山下泰裕に次ぐ3番目の若さの20歳1ヶ月で全日本選手権初優勝を成し遂げた。父親の斉藤仁も1988年に同選手権を制しているため、史上初の親子優勝となった。なお、これにより世界選手権代表にも選出された。6月の優勝大会では準決勝の天理大学戦で中野と引き分けるもチームは勝ち上がると、決勝の東海大学戦では本戦で引き分けると、その後90㎏級の村尾三四郎との代表戦になるも、16分18秒もの戦いの末に上四方固で敗れてチームは2位にとどまった。7月に出場予定だったグランドスラム・ブダペストはケガを理由に回避した。10月の世界選手権では準決勝で世界ランキング1位のラヒモフを上四方固で破るなど、オール一本勝ちして決勝まで進むも、キューバのアンディ・グランダに反則負けを喫して2位にとどまった。12月開催のグランドスラム・東京はケガのため辞退した。続くワールドマスターズでは決勝でラヒモフを合技で破って、オール一本勝ちして優勝した。その直後の強化委員会で2023年の世界選手権代表に決まった。2023年3月のグランドスラム・タシケントでは準決勝までオール一本勝ちするも、決勝で地元ウズベキスタンのアリシェル・ユスポフに合技で敗れて2位だった。
4年の時には2連覇がかかっていた4月の全日本選手権は直後に世界選手権を控えているため出場しなかった。5月の世界選手権では3回戦で元世界チャンピオンであるジョージアのグラム・ツシシビリを横四方固で破ると、準々決勝ではフランスのテディ・リネールと初対戦となるもGSに入ってから反則負けを喫した。その後の敗者復活戦でも影浦に反則負けして7位にとどまった。続く世界団体では準々決勝のジョージア戦でツシシビリに小内刈で敗れるもチームは勝ち上がると、オランダ戦ではロイ・メイヤーを合技で破り、決勝のフランス戦でも反則勝ちを収めてチームの優勝に貢献した。6月の優勝大会では決勝の東海大学戦で世界ジュニアチャンピオンの中村雄太に反則勝ちして、チームの16年ぶり7度目の優勝に貢献した。8月のワールドマスターズでは準々決勝でツシシビリに合技で逆転勝ちするも、準決勝で伏兵であるフィンランドのマルッティ・プーマライネンに背負投で技ありを取られると、そのままスコアを取り返せず敗れて3位だった。同じく8月には2番手以下に差を付けたと評価されて、パリオリンピックの代表に内定した。これにより、父子二代でのオリンピック代表となった。なお、一部の強化委員から現時点での内定は時期尚早との意見も出されたことで投票になったが、賛成16、反対7により内定が決まった。10月の体重別団体で自身は3戦全勝するも、チームは準決勝の筑波大学戦で敗れて3位だった。12月のグランドスラム・東京では準決勝で韓国のキム・ミンジョンに合技で敗れると、3位決定戦はオリンピックチャンピオンであるチェコのルカシュ・クルパレクとの対戦となるも、右膝の負傷ため棄権して5位となった。2024年3月のグランドスラム・アンタルヤでは決勝でリネールと対戦すると、指導2を先取するなど試合を優位に進めながら終盤に技ありを取られて2位にとどまった。

### 社会人時代
2024年4月からはジャパンエレベーターサービスホールディングス(JES)の所属となった。5月のグランドスラム・アスタナでは決勝でラヒモフを技ありで破って優勝した。6月には自身を含めて3人しか参加選手がいないパンナムオープン・リマに敢えて出場して優勝した。同大会の優勝により100ポイントが加算されて、世界ランキングが7位から6位となってリネールと順位が入れ替わった。そのため、パリオリンピックでは優勝候補の1人で、中立選手名義で出場予定のロシアのイナル・タソエフと準々決勝での対戦を避けることができた。しかしながら、IOCがロシアによるウクライナへの軍事侵攻を積極的に支持する選手や軍関係者を除外する審査基準に該当するとしてタソエフのオリンピック出場を拒否したため、結果として対戦せずに済むことになり徒労に終わった。なお、リネールとは別ブロックとなった。8月のパリオリンピックでは初戦でオリンピック3連覇を狙うクルパレクを内股で破ると、準々決勝ではグランダを技ありで破って雪辱を果たすも、準決勝でキム・ミンジョンに背負投で敗れた。3位決定戦ではユスポフに技ありを取られた後に腕挫十字固で敗れて5位にとどまりメダルを獲得することができなかった。パリオリンピック混合団体では初戦のスペイン戦で100㎏級のニコロス・シェラザディシビリに技ありで敗れるもチームは勝ち上がると、決勝のフランス戦ではリネールに内股で敗れた。その後、代表戦となり再びリネールと対戦するも大内刈で敗れて完敗してチームも2位にとどまった。
IJF世界ランキングは5820ポイント獲得で6位(24/7/22現在)。

## 戦績
- 2013年 -　全国少年柔道大会 個人戦 6年生の部 優勝
- 2016年 -　全国中学校柔道大会 90kg超級 優勝
- 2017年 -　全日本カデ 90kg超級 優勝
- 2017年　- インターハイ 団体戦 3位
- 2017年　- 全日本ジュニア 3位
- 2018年 -　全国高校選手権 団体戦 優勝
- 2018年 -　ロシアジュニア国際 優勝
- 2018年 -　金鷲旗 優勝
- 2018年 -　インターハイ 個人戦 優勝 団体戦 2位
- 2018年　- 全日本ジュニア 優勝
- 2018年 -　世界ジュニア団体戦 優勝
- 2018年 -　エクサンプロバンスジュニア国際 優勝
- 2019年 -　全国高校選手権 団体戦 優勝
- 2019年 - 東アジア選手権 2位
- 2019年 -　金鷲旗 優勝
- 2019年 -　インターハイ 個人戦 優勝 団体戦 優勝
- 2019年 -　講道館杯 5位
- 2019年 -　エクサンプロバンスジュニア国際 優勝
- 2021年 -　体重別 3位
- 2021年 -　グランドスラム・バクー 優勝
- 2021年 -　体重別団体 3位
- 2022年 -　体重別 3位
- 2022年　- 全日本選手権 優勝
- 2022年　- 優勝大会　2位
- 2022年 -　世界選手権　2位
- 2022年 -　ワールドマスターズ 優勝
- 2023年 -　グランドスラム・タシケント 2位
- 2023年 -　世界選手権　7位
- 2023年 -　世界団体　優勝
- 2023年　- 優勝大会　優勝
- 2023年 -　ワールドマスターズ　3位
- 2023年 -　体重別団体　3位
- 2023年 -　グランドスラム・東京　5位
- 2024年 -　グランドスラム・アンタルヤ　2位
- 2024年 - グランドスラム・アスタナ　優勝
- 2024年 - パンナムオープン・リマ　優勝
- 2024年 - パリオリンピック　5位
- 2024年 -  パリオリンピック混合団体 2位

(出典、JudoInside.com)